# Pir Mahal
Pir Mahal (pendżabski/urdu: پیر محل) – miasto w Pakistanie, w prowincji Pendżab. W 2017 roku liczyło 44 219 mieszkańców.